# 市場分析
市場分析 (英: market analysis)とは、特別な産業内の特別な市場の魅力とダイナミクスを研究すること。これは業界分析の一部であり、グローバル環境分析の一部である。これらすべての分析を通じて、企業の長所、短所、機会、脅威（SWOT）を特定できる。最後に、 SWOT分析の助けを借りて、企業の適切なビジネス戦略が定義される。 市場分析は、企業の計画活動、特に在庫、購入、労働力の拡大/契約、施設の拡張、資本設備の購入、販促活動などの様々な会社の活動の決定に使用される文書化された市場調査でもある。

## 市場セグメンテーション
市場細分化は、差別化された市場分析の基礎である。差別化は重要です。主な理由の1つは、提供される製品の競争の激化により存在する消費の飽和です。消費者はより多くの個別の製品やサービスを求めており、以前よりも製品の範囲についてよりよく知らされています。結果として、市場の細分化が必要です。 市場をセグメント化するには多くの市場知識が必要であるため、セグメンテーションには多くの市場調査が含まれます。 「関連市場」を定義するには、市場構造とプロセスに関する市場調査を行う必要があります。関連する市場は、会社が活動を集中している市場全体の不可欠な部分です。関連する市場を特定して分類するには、市場の分類またはセグメンテーションを行う必要があります。 
市場細分化は、市場分析における差別化によって競争上の優位性を見つけるための重要な方法です。市場細分化は、競争上の優位性を獲得するために市場のエネルギーと力に集中します。言い換えれば、市場細分化は力を得るための概念ツールです（Thomas、2007年）。市場分析では、市場構造とプロセスを分析するために市場知識が必要です。セグメンテーションには多くの市場調査が必要なため、そこからさまざまな情報を抽出できます。マーケットセグメンテーションは、顧客のニーズとウォンツを特定し、満足のいく製品を開発することができます。マーケットセグメンテーションは、グループごとに異なる製品を識別し、顧客の要望と製品のメリットをより適切に一致させ、利用可能なリソースを最大限に活用し、マーケティング支出と競争上の優位性に焦点を当てることができます（Karlsson、2012）。
市場をセグメント化する特定の方法はありません。ただし、企業は地理、人口統計、サイコグラフィック、行動などの一般的なルールに従うことができます。優れた市場細分化は、持続可能で、アクセス可能で、実行可能で、測定可能で、差別化可能でなければなりません（Karlsson、2012）。

## 市場分析の内容
デイヴィッド・アーカーは、市場分析の次の側面について概説した。 
- 市場規模（現在および将来）
- 市場動向
- 市場の成長率
- 市場の収益性
- 業界のコスト構造
- 流通経路
- 主な成功要因
- 主な成功の詳細

市場分析は、現在および将来の市場の魅力を判断するよう努めています。組織は、進化する機会と、組織自体の長所と短所に関連する脅威を理解することにより、市場の将来の魅力を評価します。
組織はこれらの調査結果を使用して、成功を促進するために行う投資決定を導きます。市場分析の結果は、組織が投資戦略のさまざまな側面を変える動機となる可能性があります。影響を受ける領域には、在庫レベル、労働力の拡大/縮小、施設の拡張、資本設備の購入、および販促活動が含まれる場合があります。

## 要素

### 市場規模
市場規模は、市場規模と市場の可能性によって定義されます。市場ボリュームは、特別市場のすべての実現販売ボリュームの合計を示します。したがって、量は消費者の量と彼らの通常の需要に依存します。さらに、市場規模は量または質のいずれかで測定されます。数量は、電力容量のGWなどの技術用語、またはアイテム数で指定できます。定性的測定では、主に売上高を指標として使用します。つまり、市場価格と数量が考慮されます。市場規模に加えて、市場の可能性も同様に重要です。総需要の上限を定義し、潜在的なクライアントを考慮に入れます。市場の可能性はかなり架空のものですが、それはオリエンテーションの良い価値を提供します。市場のボリュームと市場の可能性の関係は、市場の成長の可能性に関する情報を提供します 。 以下は、市場規模を決定するための情報源の例です。
- 政府データ
- 業界団体のデータ
- 主要なプレーヤーからの財務データ
- 顧客調査

### 市場動向
市場動向は、一定期間における市場の上昇または下降の動きです。まったく新しいものから始めている場合、市場規模を見積もるのはより困難です。この場合、潜在的な顧客または顧客セグメントの数から数値を導き出す必要があります。
ターゲット市場に関する情報に加えて、競合他社、顧客、製品、さらには最新の市場動向に関する情報も必要です。 最後に、マーケティング効果を測定する必要があります。いくつかのテクニックは次のとおりです。
- 顧客分析
- 選択モデリング
- 競合分析
- リスク分析
- 製品調査
- 研究の宣伝
- マーケティングミックスモデリング
- シミュレートされたテストマーケティング

市場の変化は、新しい機会や脅威の源となることが多いため、重要です。さらに、それらは市場規模に劇的な影響を与える可能性があります。
例としては、経済的、社会的、規制的、法的、政治的条件、利用可能なテクノロジー、価格感応度、多様性に対する需要、サービスとサポートの重視レベルの変化などがあります。

### 市場の成長率
市場の成長率を予測する簡単な方法は、過去のデータを将来に外挿することです。この方法は一次推定を提供するかもしれませんが、重要なターニングポイントを予測するものではありません。より良い方法は、補完的な製品の特定の市場動向と売上高の伸びを研究することです。このようなドライバーは、単に履歴データを推定するよりも正確な先行指標として機能します。
市場成長率の重要な変曲点は、製品の普及曲線を作成することで予測できる場合があります。曲線の形状は、過去の類似製品の普及率の特徴を調べることで推定できます。
最終的に、多くの市場は成熟し、衰退します。市場の下落のいくつかの先行指標には、市場の飽和、代替製品の出現、および/または成長ドライバーの欠如が含まれます。

### 市場機会
1つまたは複数のテクノロジーに基づく製品またはサービスの市場機会は、特定の環境フレーム（社会など）内の競合テクノロジーよりも優れた（できれば増加する）市場のニーズを満たします。政治、法律など。 ）。

### 市場の収益性
市場内のさまざまな組織はさまざまなレベルの収益性を持っていますが、それらはすべてさまざまな市場の状況に似ています。 マイケル・ポーターは、業界や市場の魅力を評価するための便利なフレームワークを考案しました。ファイブフォース分析として知られるこのフレームワークは、市場の収益性に影響を与える5つの要因を特定します。
- バイヤーパワー
- サプライヤーの力
- 参入障壁
- 代替製品の脅威
- 業界内の企業間の競争[要出典][要出典]

### 業界のコスト構造
コスト構造は、成功の鍵となる要素を特定するために重要です。この目的のために、ポーターのバリューチェーンモデルは、価値が追加される場所を決定し、コストを分離するのに役立ちます。
コスト構造は、競争上の優位性を開発するための戦略を策定するのにも役立ちます。たとえば、一部の環境では、経験曲線効果を使用して、競合他社よりもコスト面で優位に立つことができます。

### 流通経路
流通システムの次の側面を調べると、市場分析に役立つ場合があります。
- 既存の流通チャネル-それらが顧客にどれだけ直接的なものであるかによって説明できます。
- トレンドと新たなチャネル-新しいチャネルは、競争上の優位性を開発する機会を提供できます。
- チャネルの権力構造-たとえば、ブランド・エクイティがほとんどない製品の場合、小売業者は製造業者に対して権力を交渉し、より多くのマージンを獲得できます。

### 成功要因
重要な成功要因は、会社がマーケティング目標を達成するために必要な要素です。そのような要因のいくつかの例は次のとおりです。
- 重要な独自のリソースへのアクセス
- 規模の経済を達成する能力
- 流通チャネルへのアクセス
- 技術の進歩

特に製品のライフサイクルが進むにつれて、主要な成功要因が時間の経過とともに変化する可能性があることを考慮することが重要です。
環境分析
環境分析は、外部要因と内部要因の2つの部分に分けることができます。外部要因。政治的問題、社会的潜在力、および外部環境要因と呼ばれる地域経済。内部環境要因は、従業員、部門構造、予算などの企業の内部位置に属します（Christina、nd ）。環境への影響がどのように市場に出るか。政府が汚染物質の排出を制限しているパリーによれば、彼らは汚染物質を生産する会社を防ぐために環境税に言及している。言い換えれば、政府が組織を動かしているのです。逆に、環境税の影響で製品のコストが高くなります。これは、企業が減産措置を講じることがあり、それが排出税によって失業率を高める可能性があることを意味します。したがって、環境税は所得の平等を導きます。私たちの深刻な環境問題を無視する言い訳にはなりません。高所得層もまた、暴風雨の増加から利益を得ることができはするのであるが（Parry、2002）。
競合分析
クリスティーナによると、競合分析では、企業は同じ共通のサービスと製品を持っている競合他社を知っている必要があります。ビジネスは、製品コスト、運用効率、ブランド認知、市場分析の市場次元などを使用できます。
市場規模、市場成長率、市場収益性、業界コスト構造、流通チャネル、市場動向、主要成功要因など、デイヴィッド・アーカーの市場分析の7つの主要な側面を除いて、側面市場分析の別の分析があります。 クリスティーナ・キャロウェイに基づいて、市場分析の次元は、環境分析、競合分析、ターゲットオーディエンス分析、およびSWOT分析の4つの部分に分けることができます。市場分析は、企業が市場の現在の傾向を説明するのに役立ち、収益性に影響を与える可能性があります（Christina、nd ）。同時に、市場分析は市場の魅力を判断することでもあります。優れたマーケティング分析は、組織の投資決定を正確に改善することができ、投資戦術を変更する魅力に基づくことができます。
市場分析は、企業が市場の現在の傾向を説明するのに役立ち、ビジネスの収益性に影響を与える可能性があります（Thomas、2007年）。これは、地球環境分析を使用した業界分析の一部と見なすことができます。企業は、ビジネスがビジネス戦略を定義できるように、長所、短所、機会、および脅威を特定できます。市場分析は、在庫、購入、労働力、施設の拡張、および会社の多くの側面の決定など、会社の活動の参照にもなります。
2つの同様の会社（Christina、nd）間の違いまたは競争上の優位性を見つけるための浸透。どうすれば競争上の優位性を見つけることができますか？ Kevin（2016）は、「市場のニーズを予測して読むことは、ビジネスリーダーがゲームを変えて競争上の優位性を獲得するための重要な一歩を踏み出すのに役立ちます」と述べています（p.70）。どうすれば競争上の優位性を維持できますか？リチャードの研究に関して、同社は急速な成長を遂げるグローバル競争による競争上の優位性の維持に焦点を当てるべきです。したがって、ビジネス慣行管理は、競争上の優位性を維持するための次の原則です（Richard、2006年）。
ターゲットオーディエンス分析
Christinaの貢献では、ターゲットオーディエンスは、企業が製品を購入する可能性が最も高い顧客グループをターゲットにすることです（Christina、nd ）。グループは、場所、年齢、性別、収入、民族性、および行動で分類できます。また、購入を決定する人は、ターゲットオーディエンスに分けることもできます。女性のエンタープライズセンターに従って市場を特定する方法市場は、消費者市場、産業市場、再販業者市場の3つのタイプに分類できます。同社は、市場、調査市場をセグメント化し、顧客が製品を購入したい理由を特定します（women's enterprise centre, 2011）。
SWOT分析
SWOTは長所、短所、機会、そして脅威です。それは機会と脅威に対して内部の長所と短所を一致させます（クリスティーナ、nd ）。長所と短所は、私たちが制御できる内部要因です。また、機会と脅威は、企業が制御できない外部要因ですが、影響を与える可能性があります。長所と短所を使用する場合、企業は情報を取得するために生データを収集する必要があります。企業は、顧客からのフィードバック、従業員の調査によって情報を得ることができます。さらに、企業は、それが弱点または強み、リソース、およびプロセスであるかどうかを特定することもできます。機会と脅威は外的要因です。企業は、環境情報、業界情報、競合データなどの二次データから情報を取得できます。 SWOT分析を使用するビジネスの目的は、SWOT分析から情報を取得し、互いに照合してアイデアを開発し、戦略的開発を形成するための目標ステートメントに入るということです（Olsen、2008年）。
市場コミュニケーションは、利害関係者の関係の構築と維持に大きな影響を及ぼします。市場分析の要素は戦略的計画を形成することであり、情報は即応性、インテリジェンスの生成、および普及です（Mike、Sandra＆Felix、2005）。さらに、市場コミュニケーションは、顧客のニーズと競争上の優位性に焦点を当てた情報を提供します。同時に、これらの情報が顧客に広まるということは、顧客が自社の製品を認識できるように、企業がブランド価値を広めることを意味します。これは、ビジネスと顧客の間のコミュニケーションチャネルです（Mike、Sandra＆Felix、2005）。
市場セグメンテーション
「市場セグメンテーションは、市場分析における差別化によって競争上の優位性を見つけるための重要な方法の1つです。市場細分化は、競争上の優位性を獲得するために市場のエネルギーと力に集中します。言い換えれば、市場細分化は力を得るための概念ツールです」（Thomas、2007年）。 「市場分析では、市場構造とプロセスを分析するために多くの市場知識が必要です。セグメンテーションは、そこから情報を取得できるように、多くの市場調査を行う必要があるためです。マーケットセグメンテーションは、マーケット戦略を推奨します。マーケットセグメンテーションは、顧客のニーズとウォンツを特定し、それらを満たす製品を開発することができます。マーケットセグメンテーションは、グループごとに異なる製品を識別し、顧客の要望と製品のメリットをより適切に一致させ、利用可能なリソースを最大限に活用し、マーケティング支出と競争上の優位性に焦点を当てることができます」（Karlsson、2012年）。
市場をセグメント化する完璧な方法はありませんが、ビジネスは地理的、人口統計学的、サイコグラフィック、行動などのいくつかのルールに従うことができます。優れた市場細分化は、持続可能で、アクセス可能で、実行可能で、測定可能で、差別化可能でなければなりません（Karlsson、2012年）。
グローバル市場セグメンテーション
グローバリゼーションがますます発展するにつれて、グローバル市場はビジネス思考の不可欠な部分になります。グローバル市場を探索するために、グローバル市場でマーケットセグメンテーションをどのように使用できるか。グローバル市場をセグメント化するのにより効率的であるように、グローバル市場を定義することにはいくつかの側面があります。一部の研究者は、グローバル市場をセグメント化するためのクロスナショナルおよびクロスカルチュラルアプローチについて言及しています。国と文化を区別するために、会社は垂直市場セグメントの既存の内部領域である2つの領域を特定する必要があります。もう1つの分野は、国のグループが相互に関係を持ち、その特性を共有する外部市場セグメントです。異文化間アプローチや異文化間アプローチと比較して、異文化間アプローチは伝統的な価値観の文化的安定性を持っています。文化的安定性は、グループの連帯、対人関係の調和などにより、幅広い共通の国家文化的価値観の特徴を持っています（Agarwal、Malhotra＆Bolto、2010）。しかし、異文化間アプローチには、環境の変化、文化の変化、およびその他の不安定な要因の課題があります（Agarwal、Malhotra＆Bolto、2010）。したがって、異文化間アプローチと国際的アプローチを検討する主な原則は、サービス品質の認識に基づいています。グローバルサービスマーケティングでは、マーケティングマネージャーは、サービスの無形性、国境を越えたサービスの標準化の統一、さまざまな国や文化でのカスタマイズされたサービスの好みの違いのために、国際サービスの課題に直面しています。したがって、さまざまな国、地域、文化にまたがって直面するサービスの質を深く理解することは、ビジネスにとって重要です（Agarwal、Malhotra＆Bolto、2010）。
ソフトウェア市場では、ソフトウェアのトレンドは価格が高く、カバレッジが低いことです。トレンドを改善するために、ソフトウェア市場のいくつかの問題があります。 Zhang（2014）は、次のように述べています。（1）このような競争の激しい市場で製品の差別化を妨げるものは何でしょうか。 （2）なぜここにバージョン管理がないのですか？ （3）この市場における無料の代替品の存在は、その構造にどのように影響しますか？」（p。 589）。これらの問題を改善するために、張は品質競争と市場細分化がソフトウェア市場に適用されると述べています。 Zhangの調査では、ソフトウェア会社の欠如により、品質競争、市場細分化、およびバージョン管理の方法が開発されていませんでした。市場細分化の観点から、ソフトウェア会社は細分化消費者市場は役に立たないと考えています。したがって、バージョニングは製品情報を広めるための最も費用のかからない方法ですが、会社はそれを無視しています（Zhang、2014）。
マーケティングにおける市場細分化とコミュニケーションの関係は相互作用です。たとえば、ソーシャルメディアでは市場の細分化が重要です。サプライヤーの視点、相互作用の視点、バイヤーの視点の3つの視点があります。これらの3つの関係のバランスを取るために、ビジネスはセグメントをうまく実行する必要があります。そうしないと、バイヤーの視点とサプライヤーの視点がうまく相互作用できず、プロモーションが失われる可能性があります（Oxfordlearninglab、2009年）。したがって、ソーシャルメディアは市場における重要なコミュニケーション手段であり、ビジネスがソーシャルメディアチャネルを使用する前に市場の細分化も不要です。

### アプリケーション
文献は、市場分析が重要であるいくつかの分野を定義しています。これらには、売上予測、市場調査、およびマーケティング戦略が含まれます。すべてのマネージャーが市場分析を行う必要があるわけではありません。それでも、市場分析データを使用するマネージャーにとって、アナリストが結論を導き出す方法と、そのために使用する手法を知ることは重要です。